# Ambassade du Népal en France
L'ambassade du Népal en France est la représentation diplomatique de la république démocratique fédérale du Népal auprès de la République française. Elle est située 45 bis, rue des Acacias dans le 17e arrondissement de Paris, la capitale du pays. Son ambassadeur est, depuis octobre 2023, Sudhir Bhattarai.
La résidence de l'ambassadeur du Népal se trouve au n°7 rue Albéric-Magnard (16e arrondissement de Paris).

## Relations diplomatiques
Le début des relations diplomatiques entre la France et le Népal date du 20 avril 1949, avec la nomination du premier ambassadeur du Népal en France, alors en résidence à Londres.

## Liste des ambassadeurs
| Date de nomination                                                       | Date de nomination                                                       | Date de remise des lettres de créance                                    | Date de remise des lettres de créance                                    | Diplomate                                                                |
| En qualité d'ambassadeurs extraordinaires et ministres plénipotentiaires | En qualité d'ambassadeurs extraordinaires et ministres plénipotentiaires | En qualité d'ambassadeurs extraordinaires et ministres plénipotentiaires | En qualité d'ambassadeurs extraordinaires et ministres plénipotentiaires | En qualité d'ambassadeurs extraordinaires et ministres plénipotentiaires |
| ------------------------------------------------------------------------ | ------------------------------------------------------------------------ | ------------------------------------------------------------------------ | ------------------------------------------------------------------------ | ------------------------------------------------------------------------ |
| ?                                                                        |                                                                          | 17 novembre 1949                                                         | [ 3 ]                                                                    | Shanker Shamsher                                                         |
| ?                                                                        |                                                                          | 16 novembre 1967                                                         | [ 3 ]                                                                    | Shardul Shumsher Rana                                                    |
| ?                                                                        |                                                                          | 5 avril 1972                                                             | [ 3 ]                                                                    | Bal Chandra Sharma                                                       |
| ?                                                                        |                                                                          | 24 octobre 1975                                                          | [ 3 ]                                                                    | Trailokya Nath Upraity                                                   |
| ?                                                                        |                                                                          | 3 avril 1980                                                             | [ 3 ]                                                                    | Krishna Raj Aryal                                                        |
| ?                                                                        |                                                                          | 18 décembre 1984                                                         | [ 3 ]                                                                    | Dilli Raj Uprety                                                         |
| ?                                                                        |                                                                          | 21 septembre 1990                                                        | [ JORF 1 ]                                                               | Kalyana Bikram Adhikary                                                  |
| ?                                                                        |                                                                          | 24 mars 1993                                                             | [ JORF 2 ]                                                               | Keshav Raj Jha                                                           |
| ?                                                                        |                                                                          | 10 février 1998                                                          | [ JORF 3 ]                                                               | Indra Bahadur Singh                                                      |
| ?                                                                        |                                                                          | 30 septembre 2005                                                        | [ JORF 4 ]                                                               | Prajwalla Shumsher JB Rana                                               |
| ?                                                                        |                                                                          | 2 juillet 2010                                                           | [ JORF 5 ]                                                               | Mohan Krishna Shrestha                                                   |
| ?                                                                        |                                                                          | 29 janvier 2015                                                          | [ JORF 6 ]                                                               | Ambika Devi Luintel                                                      |
| ?                                                                        |                                                                          | 12 avril 2019                                                            | [ JORF 7 ]                                                               | Dipak Adhikari                                                           |
| ?                                                                        |                                                                          | 29 février 2024                                                          | [ JORF 8 ]                                                               | Sudhir Bhattarai                                                         |